# Паразауролоф
Паразауролоф (Parasaurolophus, букв. — «майже завролоф») — рід вимерлих ламбеозаврових гадрозаврів, що мешкали на території сучасної Північної Америки й, можливо, Азії в пізній крейдяний період, приблизно 76,5—73 мільйони років тому. Це була велика травоїдна тварина, яка могла сягати понад 9 метрів завдовжки, важити понад 5 тонн, і могла пересуватися як на двох ногах, так і на чотирьох.
Три види є загальновизнаними: Parasaurolophus walkeri (типовий вид), P. tubicen і короткохвостий P. cyrtocristatus. Крім того, було запропоновано четвертий вид, P. jiayinensis, хоча його частіше відносять до окремого роду харонозаврів. Скам'янілості паразауролофа відомі з Альберти, Нью-Мексико та Юти, а також, можливо, з Хейлунцзяну, якщо харонозавр дійсно є частиною цього роду. Вперше рід був описаний у 1922 році Вільямом Парксом на основі черепа і часткового скелета, знайденого в Альберті.
Паразауролоф був гадрозавром, частиною різноманітної родини великих пізньокрейдових орнітоподів, відомих своїми химерними оздобленнями на голові, які, ймовірно, використовувалися для комунікації та, можливо, покращували слух. Цей рід відомий своїм великим, складним краніальним гребенем, який утворює довгу вигнуту трубку, що виступає з черепа вгору і назад. Візуальне розпізнавання виду та статі, акустичний резонанс та терморегуляція були запропоновані як функціональні пояснення для їхнього гребеня. Це один з найрідкісніших видів гадрозаврів, відомий лише за кількома хорошими зразками.

## Історія відкриття

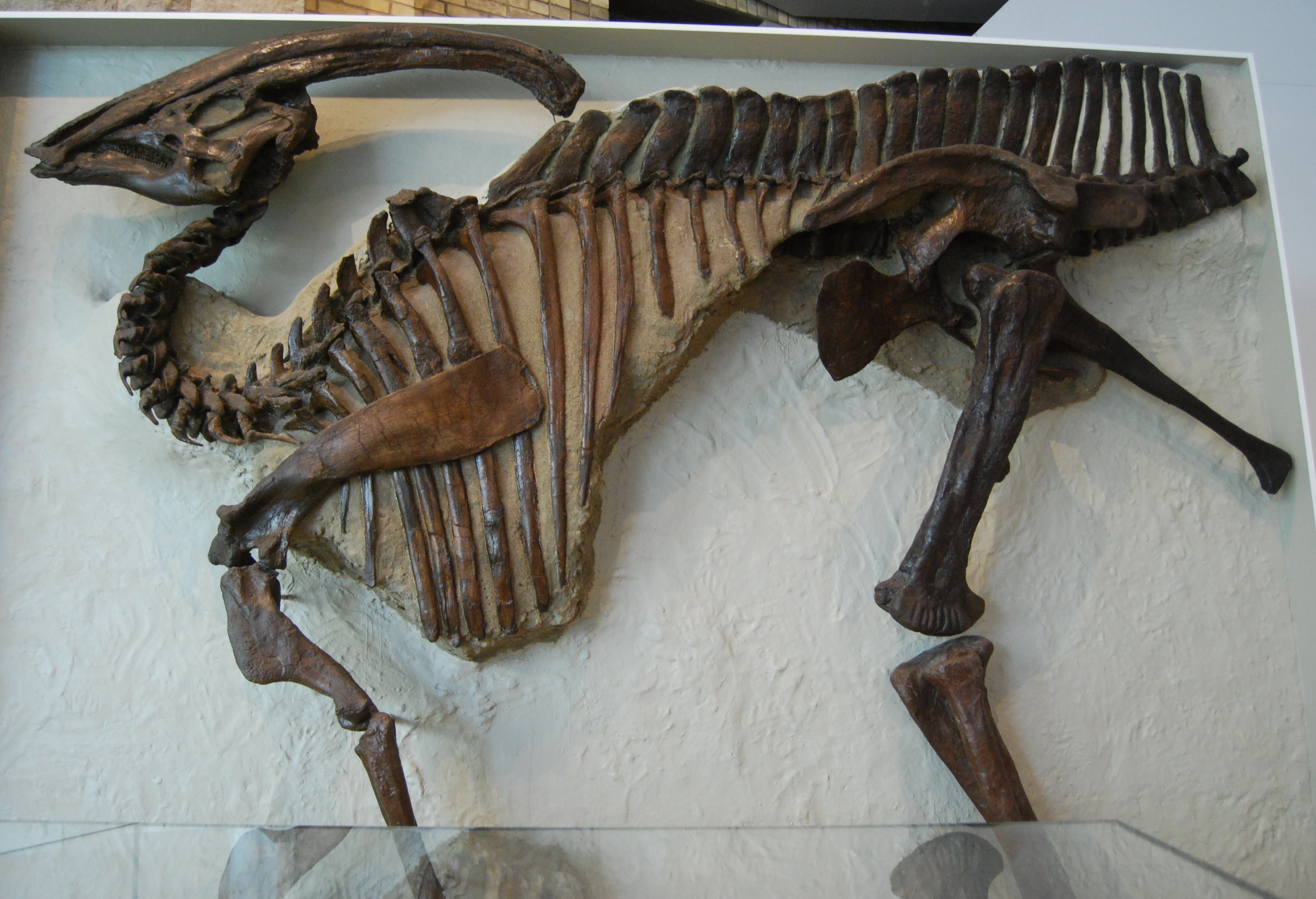
Голотипний зразок P. walkeri з патологічною v-подібною виїмкою у хребцях спини

Назва Parasaurolophus походить від грец. παρα — «поруч» або «біля», σαυρος — «ящір» і λοφος — «гребінь», що означає «майже гребінчастий ящір» або «майже завролоф». Вона базується на викопному голотипному зразку ROM 768 — черепі та частковому скелеті без більшої частини хвоста і задніх ніг нижче колін, який був знайдений польовою групою Торонтського університету в 1920 році поблизу Сенд-Крік вздовж річки Ред-Дір в Альберті. Ці породи тепер відомі як пізньокрейдяна формація Парку Динозаврів кампанського віку. Вільям Паркс назвав зразок P. walkeri на честь сера Байрона Едмунда Вокера, голови Наглядової ради Королівського музею Онтаріо. Рештки паразауролофа рідкісні в Альберті — був винайдений лише один частковий череп і ще три екземпляри без черепа, які, можливо, належать до цього роду.
У 1921 році Чарльз Стернберг знайшов частину черепа (PMU.R1250) у породах, зараз відомих як дещо молодша формація Кіртленд в окрузі Сан-Хуан, штат Нью-Мексико. Цей зразок було відправлено до Уппсали, де Карл Віман описав його як другий вид, P. tubicen, у 1931 році. Видова назва походить від лат. tǔbǐcěn, що означає «трубач». Другий, майже повний череп P. tubicen (NMMNH P-25100) був знайдений у Нью-Мексико в 1995 році. На основі комп'ютерної томографії цього черепа Роберт Салліван і Томас Вільямсон у 1999 році опублікували монографію, яка охоплювала аспекти анатомії та таксономії цього виду, а також функції його гребеня. Пізніше Вільямсон опублікував незалежний огляд скам'янілостей, який не погодився з таксономічними висновками.
Джон Остром описав ще один гарний екземпляр (FMNH P27393) з Нью-Мексико як P. cyrtocristatus у 1961 році. Він включає частковий череп з коротким округлим гребенем і більшу частину посткраніального скелета, за винятком лап, шиї та частини хвоста. Його специфічна назва походить від лат. curtus, що означає «укорочений», і cristatus, що означає «гребінчастий».

## Опис

Порівняння розмірів P. cyrtocristatus (ліворуч, фіолетовий) і P. walkeri (праворуч, синій) до людини

Довжина голотипного зразка Parasaurolophus walkeri оцінюється в 9,45 метра, а оцінка маси тіла на основі алометрії вказує на те, що 9-метрова особина мала б важити понад 5 тонн. Морда у качкодзьобих динозаврів з порожнистим гребенем була вужча, ніж у гадрозаврів з плоскими головами або суцільними гребенями. Ймовірно, це допомагало їм більш акуратно вискубувати апетитні рослини або гілки.

## Систематика

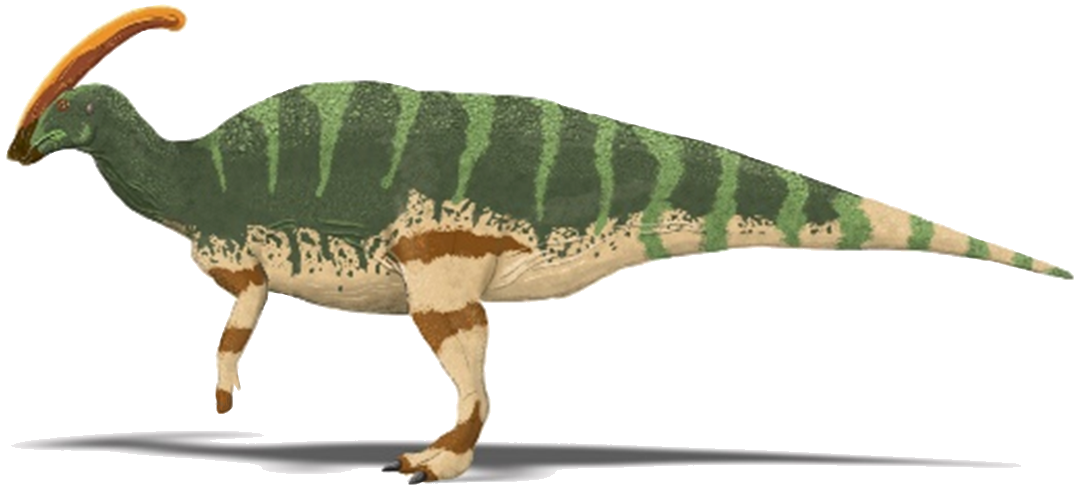
Художня реконструкція P. walkeri

Як випливає з назви, спочатку вважалося, що паразауролоф тісно пов'язаний з зауролофом через їхній зовні схожий гребінь, проте згодом він був переоцінений як член підродини ламбеозаврових гадрозаврів, тоді як зауролоф належить до гадрозаврових. Зазвичай паразауролофів виділяють як окрему гілку ламбеозаврових, відмінну від шоломоносних коритозаврів, гіпакрозаврів і ламбеозаврів.
Дослідження, проведене Сінгом та командою у 2014 році, запропонувало що Charonosaurus jiayensis насправді належить до родини Parasaurolophus, формуючи новий вид — Parasaurolophus jiayensis. Якщо цей вид дійсно належить до паразауролофів, це означатиме, що їхній рід проіснував від кампану до крейдового вимирання й був поширений одразу на двох континентах — у Північній Америці та в Азії. На сьогодні харонозавр (Charonosaurus), ламбеозавр зі схожим черепом (але без повного гребеня) з району ріки Амур на північному сході Китаю, вважається найближчим родичем паразауролофів. Ці два види можуть утворювати кладу Parasaurolophini.
Parasaurolophus cyrtocristatus, з його коротким округлим гребенем, може бути найбазальнішим з трьох відомих видів паразауролофів, або ж він може представляти нестатевозрілі чи жіночі екземпляри Parasaurolophus tubicen.

## Палеобіологія

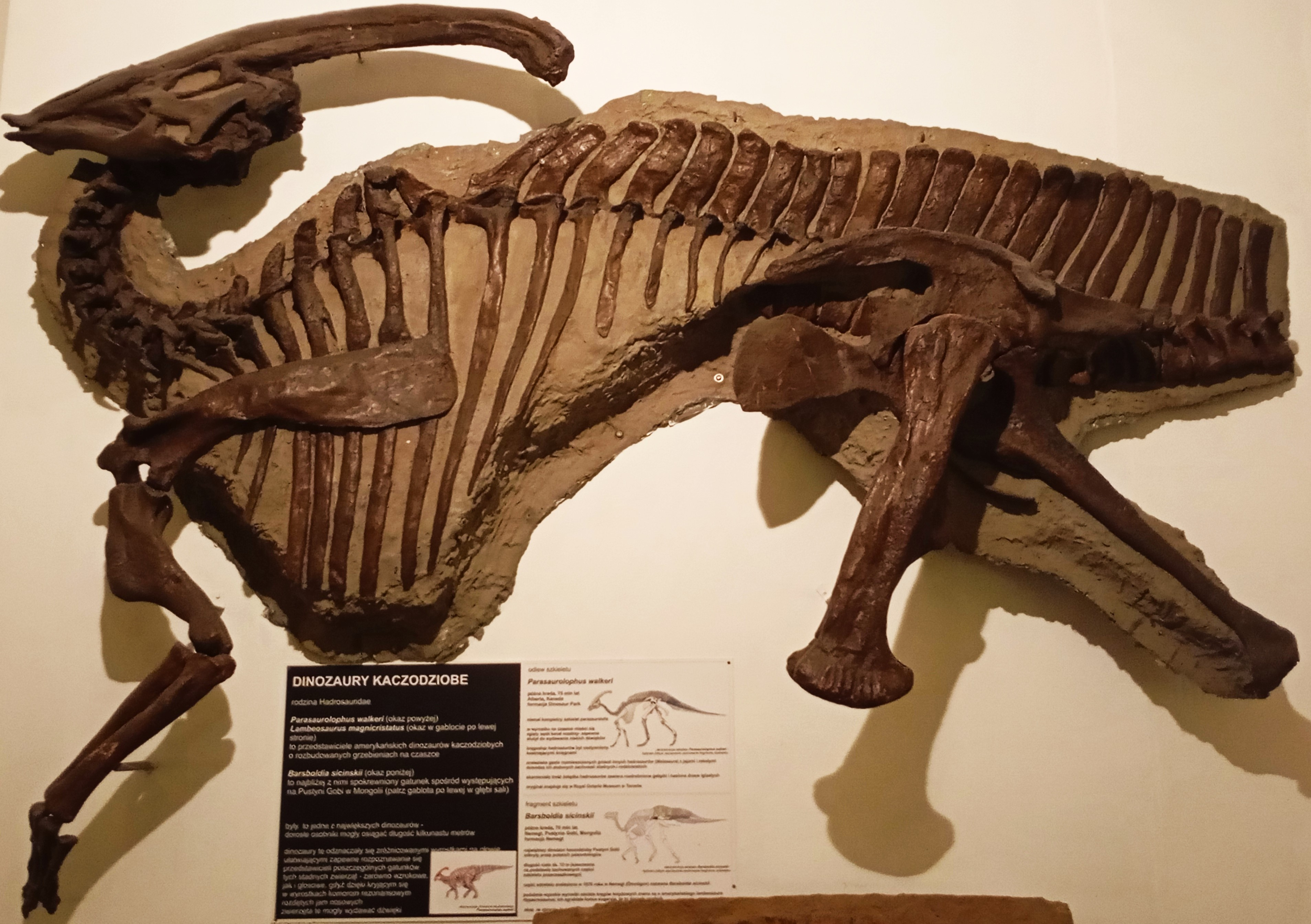
Скелет Parasaurolophus walkeri. Музей Еволюції, Варшава

Міцні кістки паразауролофа свідчили про те, що його тіло було масивним і потужним. Найбільшу цікавість викликала незвичайна будова передніх кінцівок паразауролофа: більш короткі в порівнянні з задніми, вони, природно, виконували функцію рук, але ящір міг не тільки спиратися на них, а зривати гілки та листя, поїдаючи рослинну їжу. Крім того, плоскі кисті, якими закінчувалися передні кінцівки паразауролофа, викликали у деяких вчених припущення, що він міг використовувати їх для плавання. Як правило, динозаври не дуже-то охоче занурювалися у воду. Паразауролоф важив близько трьох тонн — приблизно стільки ж, скільки важить сучасний дорослий слон, і кістки його ніг і ступень повинні були бути досить міцними, щоб витримувати вагу його тіла. Передня частина рота виглядала як дзьоб, яким паразауролоф міг зривати листя та іншу рослинність. Дзьоб був схожий на качиний, але набагато більш твердий і гострий, нагадуючи швидше дзьоб черепахи. У задній частині верхньої та нижньої щелеп паразауролофа було безліч дрібних корінних зубів ромбічної форми. Як і у більшості інших гадрозаврів, кістки, що відходять від хребта паразауролофа, були скріплені мережею міцних сухожиль. Особливо великими були сухожилля, обплутують стегнові кістки. Довга тонка кістка відходила вниз від основи хвоста й давала можливість тримати його на вазі і таким чином підтримувати рівновагу, коли паразауролоф вставав на задні ноги, щоб дотягнутися до високих гілок. Очевидно, паразауролоф добре вмів керувати своїм хвостом і при нагоді використовував його як зброю. Все ж характерною частиною тіла паразауролофа був, безсумнівно, трубчастий виріст на голові.
Гребінь паразауролофа також схожий на ріг, але вченими досліджено[ким?], що він був занадто крихкий для оборонної функції. Можливо це й був ріг, але він явно використовувався не для бою. Можливо «ріг» або «гребінь» використовувався для приваблення самки. У самок «гребінь» був менший, чим у самців.

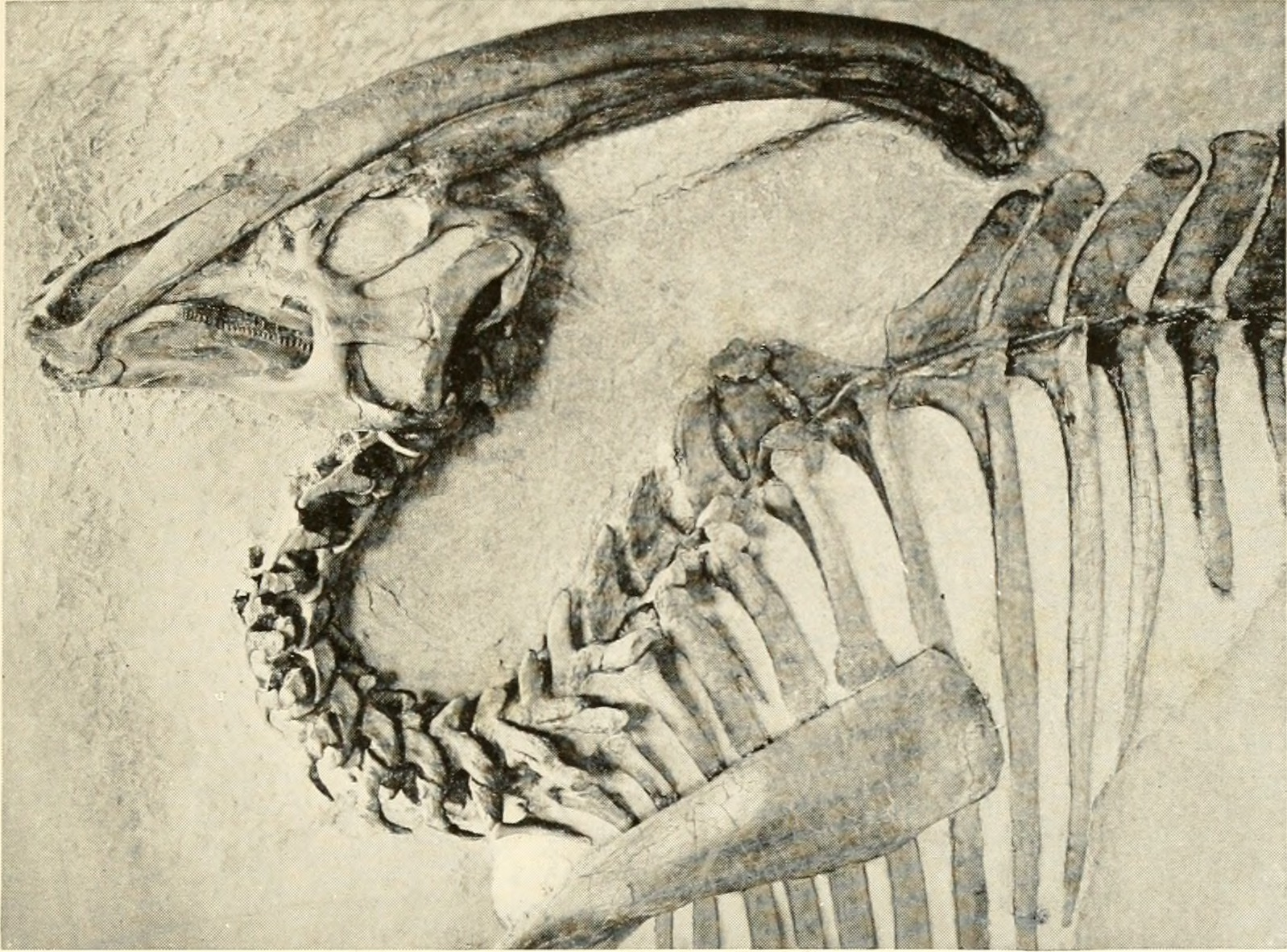
Виїмка в хребцях голотипа P. walkeri зблизька

### Палеопатологія
Parasaurolophus walkeri відомий за голотипним екземпляром, який може містити патологію. На скелеті видно v-подібну щілину або виїмку у хребцях на рівні лопатки, ближче до основи шиї. Спершу виїмка сприймалася як випадкова патологія, але Паркс опублікував другу інтерпретацію цього випадку, як точку кріплення зв'язок для підтримки голови тварини. Гребінь кріпився до щілини за допомогою м'язів або зв'язок, що допомагали підтримувати голову, створюючи оборку, подібну до тої, що можна побачити у деяких гадрозаврів. Існує також інша версія, що під час підготовки зразок був пошкоджений, що й спричинило появу схожої на патологію щілини. Виїмка, однак, все ще вважається вірогідною патологією.
Ще одну можливу патологію помітив Паркс, причому з боку надрізу — на четвертому, п'ятому та шостому хребцях, безпосередньо перед виїмкою, були пошкоджені хребтові відростки. У четвертого був очевидний перелом, а у двох інших — припухлість біля основи перелому. Аналіз патології, проведений Бертоццо та ін., опублікований у грудні 2020 року, свідчить про те, що патологія плечових і грудних ребер у голотипа P. walkeri, ймовірно, була результатом удару динозавра деревом, що падало, можливо, під час сильного шторму. Судячи з загоєння кісток, можна припустити, що гадрозавр прожив ще принаймні від одного-чотирьох місяців, а можливо й років після поранення. Вважається, що жодна з патологій, виявлених на голотипній особині, не спричинила або не сприяла її смерті.